# Wynot (Nebraska)
Wynot es una villa ubicada en el condado de Cedar en el estado estadounidense de Nebraska. En el Censo de 2010 tenía una población de 166 habitantes y una densidad poblacional de 348,33 personas por km².

## Geografía
Wynot se encuentra ubicada en las coordenadas 42°44′23″N 97°10′11″O / 42.73972, -97.16972. Según la Oficina del Censo de los Estados Unidos, Wynot tiene una superficie total de 0.48 km², de la cual 0.48 km² corresponden a tierra firme y (0%) 0 km² es agua.

## Demografía
Según el censo de 2010, había 166 personas residiendo en Wynot. La densidad de población era de 348,33 hab./km². De los 166 habitantes, Wynot estaba compuesto por el 99.4% blancos, el 0% eran afroamericanos, el 0% eran amerindios, el 0% eran asiáticos, el 0% eran isleños del Pacífico, el 0% eran de otras razas y el 0.6% pertenecían a dos o más razas. Del total de la población el 0% eran hispanos o latinos de cualquier raza.